# Death to the Daleks
Death to the Daleks (Mort aux Daleks)  est le 72e épisode de la première série de la série télévisée britannique de science-fiction Doctor Who. Il fut originellement diffusé en quatre parties, du 23 février au 16 mars 1974.

## Accroche
Manquant d'énergie, le TARDIS atterrit sur la planète Exxilon qui semble absorber l'énergie des vaisseaux. En panne, Docteur et Sarah Jane Smith se retrouvent démunis avec un groupe d'explorateurs humains et une troupe de Daleks.

## Distribution
- Jon Pertwee — Le Docteur
- Elisabeth Sladen — Sarah Jane Smith
- Duncan Lamont — Dan Galloway
- John Abineri — Richard Railton
- Joy Harrison — Jill Tarrant
- Julian Fox — Peter Hamilton
- Neil Seiler — Le Commandant Stewart
- Arnold Yarrow — Bellal
- Roy Heymann — Gotal
- Mostyn Evans — Le Haut Prêtre
- Michael Wisher — Voix des Daleks
- John Scott Martin, Murphy Grumbar, Cy Town — Les Daleks

## Résumé
Alors qu'ils tentent d'atteindre la planète Florana, Docteur et Sarah Jane Smith découvrent que le TARDIS n'a plus d'énergie. Posés en catastrophe sur la planète Exxilon, Sarah Jane se fera enlever par des indigènes primitifs pendant que le Docteur tombera sur un groupe de militaires. Ceux-ci font partie de la Marine Spatiale (Marine Space Corps) et sont en mission sur Exxilon afin de trouver du "Parrinium", le seul minerais capable de guérir d'une peste galactique dont souffrent des millions d'humains. Leur vaisseau est soumis à la même perte d'énergie que le TARDIS et ils se retrouvent à devoir se battre avec des arcs et des flèches contre les indigènes.
Ils sont témoins de l'atterrissage d'un vaisseau Dalek mais ceux-ci ne peuvent pas les tuer car leurs armes sont elles aussi déchargées. Devant trouver du Parrinium pour les mêmes raisons que les humains, tous sont obligés de collaborer malgré les réticences des humains et du Docteur. Bientôt ils sont capturés par les primitifs et voulant empêcher le sacrifice de Sarah Jane, le Docteur frappe leur grand prêtre, le pire crime possible sur Exxilon. À la suite de la mort des deux commandants, un des hommes Galloway devient de l'escouade malgré son incompétence notoire et accepte le sacrifice du Docteur et de Sarah Jane, destinés à être jetés dans les bas fonds.
Les Daleks ont entre-temps mis au point des fusils capables de remplacer leurs armes énergétiques et s'en servent pour prendre le pouvoir, réduisant indigènes et humains à l'état d'esclaves. Malgré leur intervention, le Docteur et Sarah Jane se retrouvent tout de même dans les souterrains de la planète. Ils y font la connaissance de Bellal, un rebelle d'Exxilon qui ne suit pas le même culte que les autres. Bellal emmène le Docteur dans une cité construite par les ancêtres, qui ont vécu des millions d'années auparavant et traversé les galaxies afin de développer d'autres civilisations (ils auraient aidé des civilisations précolombiennes à construire leurs pyramides). Or, la cité possède sa vie propre et le Docteur et Bellal doivent affronter des énigmes afin d'atteindre le cerveau central qui la gère.
Pendant ce temps, Sarah Jane prend contact avec Jill Tarant, la seule femme de l'expédition humaine, pendant que ses compagnons, Galloway et Railton sont forcés de poser des explosifs pour les Daleks. Peu de temps après, le Docteur et Bellal réussissent à faire exploser le cerveau central, ce qui provoque la destruction de la cité, mais permet aux appareils de refonctionner correctement. Les Daleks tentent d'envoyer un virus afin de détruire toute vie sur Exxilon, mais leur mission échoue et Galloway se suicide en faisant exploser leur vaisseau. Le Docteur se lamente sur la destruction de la cité, l'une des merveilles de l'univers.

### Continuité
- Le Docteur et Sarah Jane tentent d'atteindre la planète Florana dont ils parlaient à la fin de l'épisode précédent.
- Les Daleks arborent un nouveau design avec une bande noire qui ne sera utilisé que durant cet épisode.
- Le Docteur utilise les paradoxes pour détruire l'ordinateur central, comme dans « The Green Death ».
- Sarah Jane fera référence à cet épisode dans « Pyramids of Mars ».
- Les Daleks testent leurs armes à feu sur des cibles en forme de TARDIS.

## Production

### Scénarisation
Les Daleks étant toujours très populaires, le producteur Barry Letts continua de demander un épisode les mettant en scène tous les ans. Comme pour « Planet of the Daleks » l'épisode fut confié à leur créateur, Terry Nation. Il soumit au script-éditor (responsable des scénarios) Terrance Dicks l'idée d'une course afin de retrouver un remède à une peste spatiale ainsi qu'une société autrefois civilisée qui serait retournée à l'état de barbarisme. Il donnera le titre provisoire de “The Exilons” puis “The Exxilons” en se basant sur le mot "Elixir."
C'est le prochain script-éditor, Robert Holmes, qui eut l'idée de titrer l'épisode "Death To The Daleks" étant donné qu'il n'aimait pas trop ces personnages. Trouvant que l'épisode ressemblait trop au scénario de Planet of the Daleks, il proposa de changer la jungle par une planète désertique, de faire des humains des personnages bien plus guerriers que les Thals. La fin originale, qui devait se conclure par les Exxilons et les humains créant un antidote ensemble, fut modifiée. L'épisode fut commissionné le 2 juillet 1973.

### Casting
C'est lors du tournage de cet épisode que Jon Pertwee décidera d'arrêter la série : la lassitude, le manque de hausse de salaire, la mort de Roger Delgado, le départ de Katy Manning, les départs annoncés de Barry Letts et de Terrance Dicks, ainsi que la présence de moins en moins régulière des acteurs Nicholas Courtney, Richard Franklin et John Levene le poussèrent à partir.

### Tournage
La réalisation de l'épisode fut confiée à Michael Briant qui avait tourné « The Green Death » l'année précédente.
Les scènes en extérieur, principalement celles se déroulant sur la surface de la planète Exxilon ont été tournées les 13, 16 et 19 novembre à la carrière de pierre "ARC Sand Pits" à Gallows Hill dans le Dorset. De nouvelles armures de Daleks furent construites, principalement pour cet épisode, étant donné la mauvaise confection de celles fabriquées pour Planet of the Daleks.
Le tournage en studio débuta les 2 et 3 décembre 1973 au Studio 4 du Centre télévisuel de la BBC. Au lieu de réaliser les épisodes partie par partie, Briant décidera de réaliser les scènes en fonction des décors. Hélas, la perte d'objets et d'éléments de décors, ainsi que le désintérêt croissant de Jon Pertwee pour la série obligera les séances à s'allonger. L'épisode fut complété après une autre double session de tournage, les 17 et 18 décembre 1973 au studio 4.

### Post-production
La musique de cet épisode fut composée par Carey Blyton avec l'aide du London Saxophone Quartet.

## Diffusion et Réception
| Épisode                                                                                          | Date de diffusion | Durée | Téléspectateurs en millions | Archives            |
| ------------------------------------------------------------------------------------------------ | ----------------- | ----- | --------------------------- | ------------------- |
| Épisode 1                                                                                        | 23 février 1974   | 24:32 | 8,1                         | Bandes couleurs PAL |
| Épisode 2                                                                                        | 2 mars 1974       | 24:25 | 9,5                         | Bandes couleurs PAL |
| Épisode 3                                                                                        | 9 mars 1974       | 24:24 | 10,5                        | Bandes couleurs PAL |
| Épisode 4                                                                                        | 16 mars 1974      | 24:35 | 9,5                         | Bandes couleurs PAL |
| Diffusé en quatre parties du 23 février au 16 mars 1974, l'épisode reçu un bon score d'audience. |                   |       |                             |                     |

### Critiques
En 1995, dans le livre "Doctor Who : The Discontinuity Guide", Paul Cornell, Martin Day, et Keith Topping estiment que l'épisode est "une histoire trop confuse pour un sujet trop maigre. Il n'y avait pas besoin des Daleks dans cette histoire. Il y a des scènes de sacrifices où Sarah Jane aurait dû hurler, mais la production semble fatiguée et insipide." Les auteurs de "Doctor Who : The Television Companion" (1998) semblent plus positifs, et trouvent que cet épisode est le meilleur de la saison. En dépit du peu d'action, "les scénarios sont bien écrits et divertissants, avec de bonnes idées et des concepts intéressants." S'ils pensent que l'épisode est "rempli de bons décors et des images impressionnantes", ils restent moins impressionnés par les maquettes de la désintégration de la cité, la profondeur des personnages et la musique.
En 2010, Patrick Mulkern de Radio Times estime que les Daleks sont "au meilleur de leur duplicité" et que la première partie est « l'un des meilleurs épisodes de la saison 11 ». Il critique toutefois la musique de Blyton et sent le manque d'enthousiasme de Jon Pertwee et du reste des acteurs. Il trouve un manque d'alchimie entre Sarah Jane et le Docteur qui se trahit par « un côté condescendant et des lignes de dialogues affreuses ».  Sur le site "DVD Talks" John Sinnott donnera à l'épisode la note de 4 sur 5, saluant les Daleks, le rythme et les personnages. Contrairement à Mulkern il trouve que le duo entre le Docteur et Sarah fonctionne mais trouve que le Docteur réussit les mystères trop facilement et que le tout manque de suspense.  Sur le site du magazine SFX, Ian Berriman notera l'épisode 3 sur 5 le décrivant comme "un épisode en 4 parties d'action aventure adéquate." Il salue la direction de l'ambiance, le personnage de Bellal et trouve que la musique "donne un air assez troublant." Il trouve toutefois les Daleks assez "pourris", critique les énigmes et le personnage de Jill, la femme faible du groupe.

### Épisodes Perdus
Dans les années 1960 et 1970, à des fins d'économie, la BBC détruisit de nombreux épisodes de Doctor Who. La BBC effacera les cassettes vidéo des enregistrements couleurs à 625 lignes pour ne garder que des copies noires et blanches. Néanmoins, deux copies PAL furent retrouvées, puis la collection complète des enregistrements à 625 lignes fut retrouvée à Dubai.
Aucun autre épisode suivant ne fut effacé.

## Novélisation
L'épisode fut novélisé sous le titre Death to the Dalek par Terrance Dicks et publié en juillet 1978. Il porte le numéro 20 de la collection Doctor Who des éditions Target Book. Le roman fut traduit en Allemand en mars 1980 sous le titre "Tod Den Daleks!"

## Éditions VHS, CD et DVD
L'épisode n'a jamais été édité en français, mais a connu plusieurs éditions au Royaume-Uni et aux États-Unis.
- L'épisode fut l'un des premiers à sortir en VHS en juillet 1987. La version PAL de cet épisode n'ayant pas encore été redécouverte, l'épisode affichait une définition NTSC de mauvaise qualité.
- Une ressortie en VHS eut lieu le 13 février 1995 dans une version restaurée des parties 2 à 4 à la suite d'une redécouverte en Australie.
- L'épisode est ressorti dans sa version complète en DVD le 18 juin 2012 en Angleterre[10].